# Einöde der Peiniger
Einöde der Peiniger ist ein deutsch-schweizerischer Independentfilm von Juval Marlon aus dem Jahr 2022. Der Film ist eine Mischung aus Splatter-, Kunst- und Schockfilm.

## Handlung
Der Film besteht aus zwei miteinander verwobenen Episoden. Im ersten Teil des Films wird die Psychopathin und Serienmörderin Karla porträtiert. Sie geht einem normalen Beruf nach und ist im Zivilleben Krankenpflegerin. Für ihre Patienten hat sie jedoch nur Verachtung übrig. Einen ihrer Patienten tötet sie auf einem Spaziergang mit einer Armamputation. Diese filmt sie mit einem Camcorder. Sie erzählt, wie sie von Tiermorden zur Tötung von Menschen übergegangen ist. Als sie ein weiterer Patient zu sehr nervt, tötet sie ihn kurzerhand ebenfalls. Ihr neuestes Opfer ist eine attraktive junge Frau, die sie im Chat kennen gelernt hat. Diese kommt sie besuchen und die beiden verbringen einen Tag im Wald. Während sie im Wald miteinander schlafen, bringt Karla ihr Opfer um.
Am nächsten Tag überbringt sie Titus, einen geistig und körperlich behinderten Mann, Morris, seinem neuen Pfleger, der ihn zu sich in eine Art Schloss holt. Nachdem er sich zunächst um diesen kümmert, beginnt er ihn zu quälen und vergewaltigt ihn anschließend mehrfach. Als der Mann eines Nachts die Treppe hinunterkriecht und im Keller landet, vergewaltigt Morris ihn ein letztes Mal und erwürgt ihn dann mit einem Gürtel. Die zerstückelte Leiche verbrennt und verscharrt er im Wald.
Der Film endet mit einer Einstellung, wie Karla auf einen Tierschädel uriniert und anschließend mit ihm masturbiert.

## Hintergrund
Einöde der Peiniger ist Juval Marlons zweiter Spielfilm nach Sturmgewehr (2019), der in Deutschland bundesweit beschlagnahmt wurde. Hauptdarstellerin Isabelle Fitzgerald ist aus ähnlichen Genrefilmen bekannt. Der Film wurde 2022 über das österreichische Independent-Label Black Lava Entertainment als Doppel-DVD mit verschiedenen Kurzfilmen sowie Sturmgewehr veröffentlicht.

## Rezeption
Der Film ist im Wesentlichen von den Werken von Marian Dora geprägt, der ähnliche Tabuthemen bearbeitet. Er wurde ausschließlich auf Genreseiten besprochen, dort trotz einiger technischer Schwächen sehr wohlwollend.